# Khỉ đỏ colobus Waldron
Khỉ đỏ colobus Waldron (Danh pháp khoa học: Piliocolobus badius waldronae) là một phân loài của loài khỉ đỏ colobus miền Tây Piliocolobus badius có nguồn gốc từ Tây Phi. Nó đã không chính thức được nhìn thấy kể từ năm 1978 và được coi là tuyệt chủng trong năm 2000. Tuy nhiên, những bằng chứng mới cho thấy rằng một số lượng rất nhỏ của những con khỉ này có thể đang sống ở góc đông nam của vùng Bờ Biển Ngà (Côte d'Ivoire) của châu Phi. Trong Danh sách đỏ IUCN thì những con khỉ đỏ colobus Waldron được xếp vào diện Cực kỳ Nguy cấp.
Khỉ đỏ colobus Waldron đã được phát hiện vào tháng 12 năm 1933 bởi ông Willoughby P. Lowe, một nhà sưu tập Bảo tàng Anh đã bán cho tám mẫu vật của con vật. Willoughby Lowe đã đặt tên cho nó có tên là Khỉ đỏ colobus Waldron sau khi có quan hệ với một nhân viên bảo tàng viên là cô F. Waldron, một đồng nghiệp trong cuộc thám hiểm cùng với ông.

## Đặc điểm
Màu lông đen là nét chủ đạo bao gồm phần lớn các khỉ đỏ colobus Waldron, nhưng một mô hình đặc biệt của những sợi lông màu đỏ tươi có thể được nhìn thấy trên trán và đùi của nó, cho phép nó được phân biệt với những người anh em của nó. Nó là một con khỉ thuộc nhóm khỉ Cựu thế giới nó phát triển cơ thể lên một chiều cao khoảng 3 feet (1 m), với một cái đầu đó là nhỏ cho khung xương của nó. Không có bức ảnh của khỉ đỏ colobus Waldron được biết là tồn tại.

## Tập tính
Những cánh rừng cao bạt (rừng nhiệt đới) ở Ghana và Côte d'Ivoire cung ứng cho nó như là môi trường sống độc quyền của khỉ đỏ colobus Waldron. Những con khỉ thường hình thành các nhóm gia đình lớn với 20 thành viên hoặc nhiều hơn. Giống khỉ này là một động vật xã hội và được đánh giá cao bởi giọng hú, thường xuyên giao tiếp với những cá thể khác sử dụng những âm thanh lớn, những tiếng la hét và tiếng lập bập, chiến lược của nó cho an toàn phụ thuộc vào cách sử dụng nhiều tai mắt của nhóm.
Trái cây, hạt và lá là cung cấp nguồn thực phẩm chính của khỉ đỏ colobus Waldron. Các loài Piliocolobus badius thường xuyên bị săn bắt và bị ăn thịt động vật ăn thịt lớn hơn, bao gồm cả tinh tinh thông thường (đặc biệt là tinh tinh miền Tây, Pan troglodytes verus, trong phạm vi của Piliocolobus badius sinh sống), beo, trăn, đại bàng và con người cũng góp phần săn bắt quyết liệt loài khỉ tội nghiệp này.

## Nguy cơ
Các con khỉ là thường xuyên bị (và bất hợp pháp) săn bắt để phục vụ cho nhu cầu thịt rừng, với rất ít sự can thiệp của chính quyền địa phương. Môi trường sống bị phá hủy cũng đóng một vai trò quan trọng trong sự suy giảm số lượng của nó. Khỉ đỏ colobus Waldron là một trong các loài linh trưởng đầu tiên bị nghi ngờ đã tuyệt chủng trong thế kỷ 21, nhưng có nhiều tranh luận về việc liệu đánh giá này là thực sự chính xác hay là không.
Một loạt các cuộc điều tra trong khu rừng, được tiến hành bởi Hiệp hội bảo tồn động vật hoang dã từ giai đoạn 1993-1999, đã không phát hiện ra bất kỳ bằng chứng về sự tồn tại của con khỉ này, và động vật này đã được tuyên bố tuyệt chủng một năm sau đó. Tuy nhiên, IUCN và các cơ quan chức năng mà lập danh sách đỏ cảm thấy rằng các tiêu chuẩn yêu cầu rằng "không có lý do nghi ngờ rằng cá thể cuối cùng của loài đã chết" vẫn chưa được đáp ứng.
Tuy nhiên, nhà linh trưởng W. Scott McGraw từ Đại học bang Ohio đã được thu thập bằng chứng về sự tồn tại tiếp tục của khỉ trong chuyến thám hiểm của mình để Côte d'Ivoire trong vài năm qua. Năm 2000, McGraw đã được đưa ra một cái đuôi khỉ đen mà xét nghiệm DNA chứng minh là từ khỉ đỏ colobus. Người thợ săn người đã cho McGraw đuôi tuyên bố ông đã bắn con khỉ cũng năm trước.
Năm 2001, một thợ săn người Bờ Biển Ngà đã cho McGraw một mảnh da khỉ đỏ được cho là từ khỉ đỏ colobus Waldron.
Cùng năm đó, McGraw nhận được từ công ty liên kết ở châu Phi một bức ảnh của những gì dường như là khỉ đỏ colobus một con đực trưởng thành của khỉ Waldron của mà đã bị giết. Các chuyên gia đã kiểm tra các bức ảnh chứng minh cho tính xác thực khả năng của nó. Có lẽ, một dân số đang bị diệt vong của con khỉ vẫn còn được tìm thấy trong rừng Ehy (cũng EHI hoặc rừng Tanoé) gần các cửa sông Tano vào Ehy Lagoon, tại biên giới giữa Côte d'Ivoire và Ghana. 